# Флоренсіо Варела
Флоре́нсіо Варе́ла (ісп. Florencio Varela; 1807, Буенос-Айрес, віцекоролівство Ріо-де-ла-Плата — 20 березня 1848, Монтевідео, Уругвай) — аргентинський письменник, журналіст, політик, юрист і педагог. Поет у юнацькі роки, автор кількох поетичних творів і драматичного твору. Після поразки унітаріанського Хуана Лавальє в 1829 році та приходу до влади Хуана Мануеля де Росаса, був змушений емігрувати та, оселившись у Монтевідео, залучився до дипломатичних перемовин на користь унітарних емігрантів, які, як і він, боролися проти влади Росістів.
На честь Флоренсіо Варели названі округ у провінції Буенос-Айрес, місто, яке є його адміністративним центром, і залізнична станція.